# Palaeolagus
Il paleolago (gen. Palaeolagus) era un lagomorfo, fossile dell'Oligocene inferiore del Nordamerica. È una razza di coniglio estinta di 33-23 milioni di anni fa.
Questo piccolo animale, lungo al massimo una trentina di centimetri, rappresenta uno dei più antichi lagomorfi conosciuti. D'aspetto abbastanza simile a quello di un attuale coniglio con zampe all'incirca di uguale lunghezza come in realtà si può evincere comparandolo con lo scheletro di un attuale coniglio. Probabilmente viveva in tane scavate nella terra, come molti lagomorfi attuali. Le orecchie, probabilmente, erano abbastanza lunghe, e la dentatura analoga a quella degli attuali conigli. 

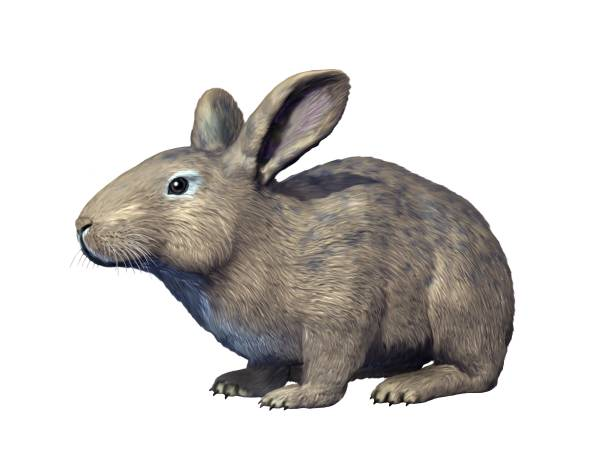
Ricostruzione di Palaeolagus

Una delle specie più note è Palaeolagus haydeni.

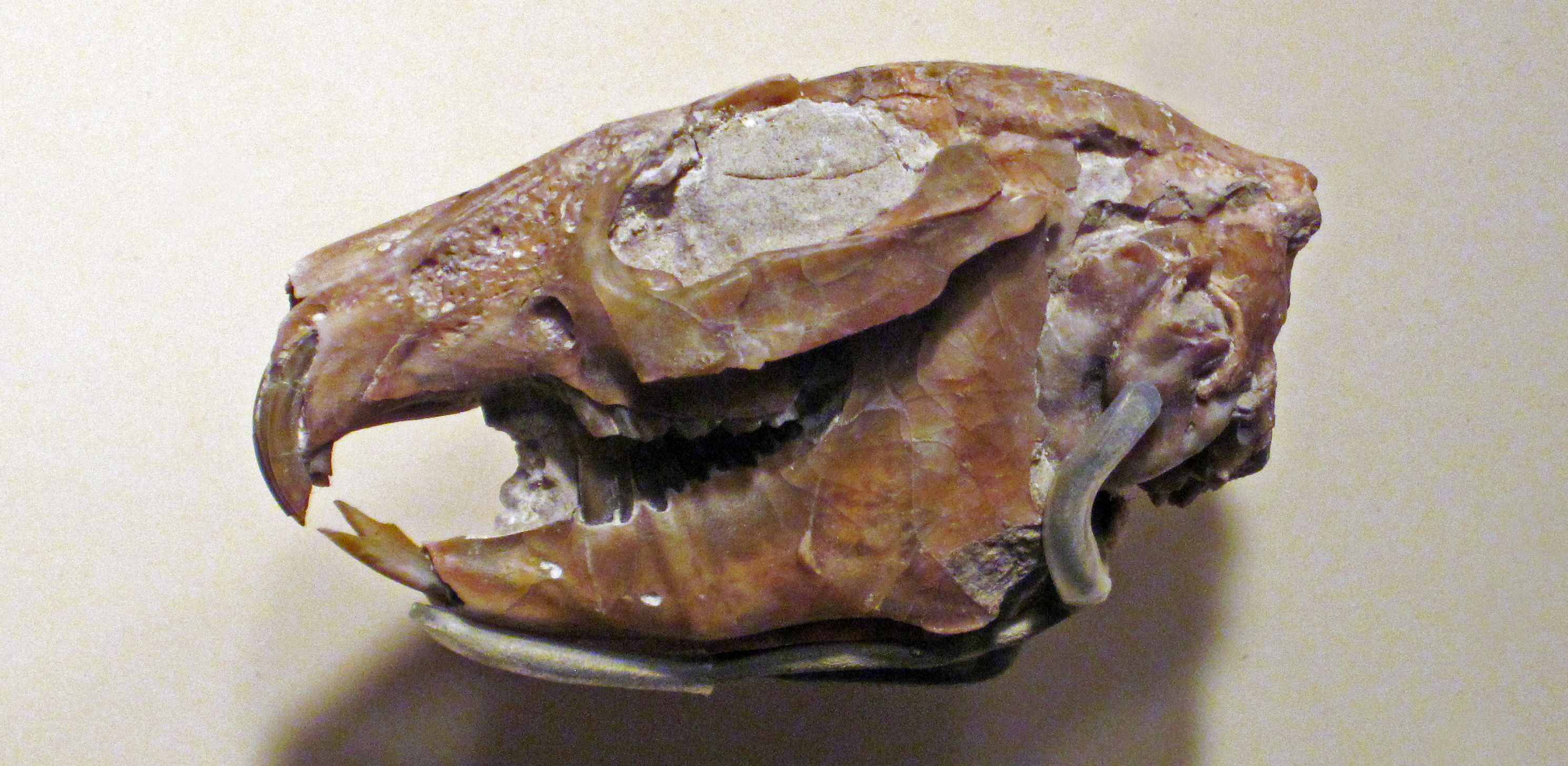
Cranio di Palaeolagus haydeni